# Hannoversches Straßenbahn-Museum
Hannoversche Straßenbahn-Museum (HSM) er et museum for sporvogne og beslægtede køretøjer i Wehmingen, en bydel i Sehnde, sydøst for Hannover. Museet drives i privat regi og på frivillig basis af foreningen Hannoversches Straßenbahn-Museum e. V. Museet ligger på området fra et tidligere bjergværk og Bundeswehr-garnisonen Hohenfels i Wehmingen.

## Historie
Støtteforeningen, der blev dannet i 1987, baserede i stor grad opbygningen af museet på en samling, der var påbegyndt af den foregående forening Deutsches Straßenbahn-Museum Hannover e. V., der imidlertid var gået konkurs. Oprindelig omfattede samlingen mere end 350 sporvogne, busser, trolleybusser og erhvervskøretøjer, et antal der i 2006 var blevet reduceret til ca. 120 skinnekøretøjer. Mange køretøjer blev afgivet til andre museer, trafikselskaber og private samlere, men der blev også ophugget mange. Dette var til dels omstridt, men efter at have stået under åben himmel i op mod mere end 30 år var mange køretøjer i dårlig stand. Der var imidlertid også en række dubletter. I mellemtiden råder museet over mange restaurerede og køreklare køretøjer. I 2010 kunne 55 vises frem, hvoraf 12 motorvogne og 5 bivogne var driftsklare og kunne benyttes til persontrafik, hvortil kom enkelte arbejdsvogne. Til brug for drift, vedligeholdelse og restaurering af yderligere vogne råder museet over en omfattende samling af reservedele, hvoraf størstedelen stammer fra de ophuggede vogne.
Trods den meget store samling anskaffes også "nye" vogne, når de kan dække historiske huller i samlingen, erstatte en tilsvarende vogn i dårligere stand eller bruges til kørsel med besøgende. Udover skinnekøretøjerne har man desuden enkelte trolleybusser, en dieselbus og de for driften uundværlige arbejdskøretøjer som f.eks. tårnvogne.
Et stort problem for museet var og er manglende beskyttede opbevaringspladser for vognene, der hurtigt får præg af forvitringer og skader ved opstilling under åben himmel. I 2006 blev en til siderne åben stålhal opført som en carport, så ca. 95 vogne kunne komme under tag.

## Drift og samling
Museet benytter for størstedelens vedkommende det gamle normalsporede (1435 mm) spornet fra det tidligere bjergværk suppleret med enkelte nye dele. I 2004 åbnedes således den første del af en ny vendesløjfe, der forbandt de gamle industribanespor med en kurve, og som i 2005 forsynedes med køreledning , sådan at sløjfen var færdig. Efterfølgende sattes gang i byggeriet af en anden vendesløjfe, der er nødvendig for kørsel med enretningsvogne. Spornettet omfatter også den tidligere forbindelsesbane til stationen Algermissen på Bahnstrecke Lehrte–Nordstemmen, der bliver elektrificeret på en delstrækning og derved kan bruges til drift med passagerer. Pr. 2013 manglede køreledningen dog stadig, så der kunne kun køres med køretøjer med forbrændingsmotorer. Dette omfatter de dieselelektriske motorvogne Dortmund 904 und Kassel 722, diesellokomotivet 811 fra Üstra Hannoversche Verkehrsbetriebe og arbejdskøretøjet 2040 fra Frankfurter Straßenbahn. Også enkelte køretøjer, der kan køre på både skinner og vej, som f.eks. de to tårnvogne, kan benytte strækningen.
Samlingen af vogne er koncentreret om tyske sporvogne fra al den tid, hvor der har kørt sporvogne. Dertil kommer så enkelte udenlandske vogne, arbejdskøretøjer og beslægtede køretøjer, herunder hestesporvogne, en vogn fra Wuppertaler Schwebebahn og et restaureret eksemplar af den første serie vogne fra Metró Budapest, der er verdens næstældste undergrundsbane.